# Guilty Gear Judgment
Guilty Gear Judgment (ギルティギア・ジャッジメント, Giruti Gia Jajjimento) est un jeu vidéo de beat them all sorti en 2006 sur PlayStation Portable. Le jeu a été développé par Arc System Works et édité par Majesco. Il est publié au Japon le 24 août 2006 et le 3 août 2007 en France.